# Halichondria genitrix
Halichondria genitrix är en svampdjursart som först beskrevs av Schmidt 1870.  Halichondria genitrix ingår i släktet Halichondria och familjen Halichondriidae.
Artens utbredningsområde är Grönland. Inga underarter finns listade i Catalogue of Life.